# Domenica delle palme (film)
Domenica delle palme (Virágvasárnap) è un film del 1969 scritto e diretto da Imre Gyöngyössy.

## Produzione
Il film fu prodotto dalla MAFILM Stúdió 2.

## Distribuzione
Fu distribuito internazionalmente con il titolo inglese Palm Sunday.